# Square Paul-Robin
Le square Paul-Robin est un espace vert du 18e arrondissement de Paris.

## Situation et accès
Il donne sur la place Hébert et entouré par la rue Boucry, la rue de l'Évangile et la rue des Fillettes.
Le square est accessible par le 10, place Hébert.
Il est desservi par la ligne 12 à la station Porte de la Chapelle.

## Origine du nom
Il est ainsi nommé en hommage à Paul Robin (1837-1912), spécialiste de l'éducation.

## Description
Sa végétation est très diversifiée : poiriers à feuilles de saules, lilas des Indes. Les arbres sont principalement des frênes à fleurs, marronniers et cerisiers à fleurs.
Il est équipé d'un kiosque à musique. Il a été rénové en 2016 dans le cadre de l'opération Kiosques en fête et est toujours utilisé pour des événements musicaux.

## Puits artésien
Il y avait été creusé un puits artésien atteignant la nappe de l'Albien du bassin de Paris. Les travaux s'étalèrent de 1841 à 1864 pour finir en 1891 à une profondeur de 718 m. Il se trouvait sous l'emplacement de l'actuel kiosque à musique.
La température de l'eau atteignant 30 °C, elle servit à alimenter la piscine Hébert qui ouvrit ses portes en 1893.
À la suite de l'obstruction de ce premier puits, on en a creusé un nouveau vers 2000, dans le square de la Madone.